# Anilios grypus
Anilios grypus — вид змій родини сліпунів (Typhlopidae). Ендемік Австралії.

## Поширення і екологія
Anilios grypus мешкають в посушливих районах на півночі Австралії, від регіону Пілбара у Західній Австралії через Північну Територію до центрального Квінсленду. Вони живуть на сухих луках, в сухих кам'янистих місцевостях і напівпустелях.